# Jarno Parikka
Jarno Parikka (født 21. juli 1986 i Vantaa, Finland) er en finsk tidligere fodboldspiller (angriber). 
Parikka spillede hele sin karriere i hjemlandet, hvor han repræsenterede henholdsvis HJK Helsinki, som han vandt tre finske mesterskaber med, og VPS. Han opnåede desuden én kamp for Finlands landshold, en venskabskamp mod Japan i februar 2009.

## Titler
Veikkausliiga
- 2009, 2010 og 2011 med HJK Helsinki

Suomen Cupen
- 2006, 2008 og 2011 med HJK Helsinki